# Cire
Pour les articles homonymes, voir Cire (homonymie).
 (avril 2017).
Si vous disposez d'ouvrages ou d'articles de référence ou si vous connaissez des sites web de qualité traitant du thème abordé ici, merci de compléter l'article en donnant les références utiles à sa vérifiabilité et en les liant à la section « Notes et références ».

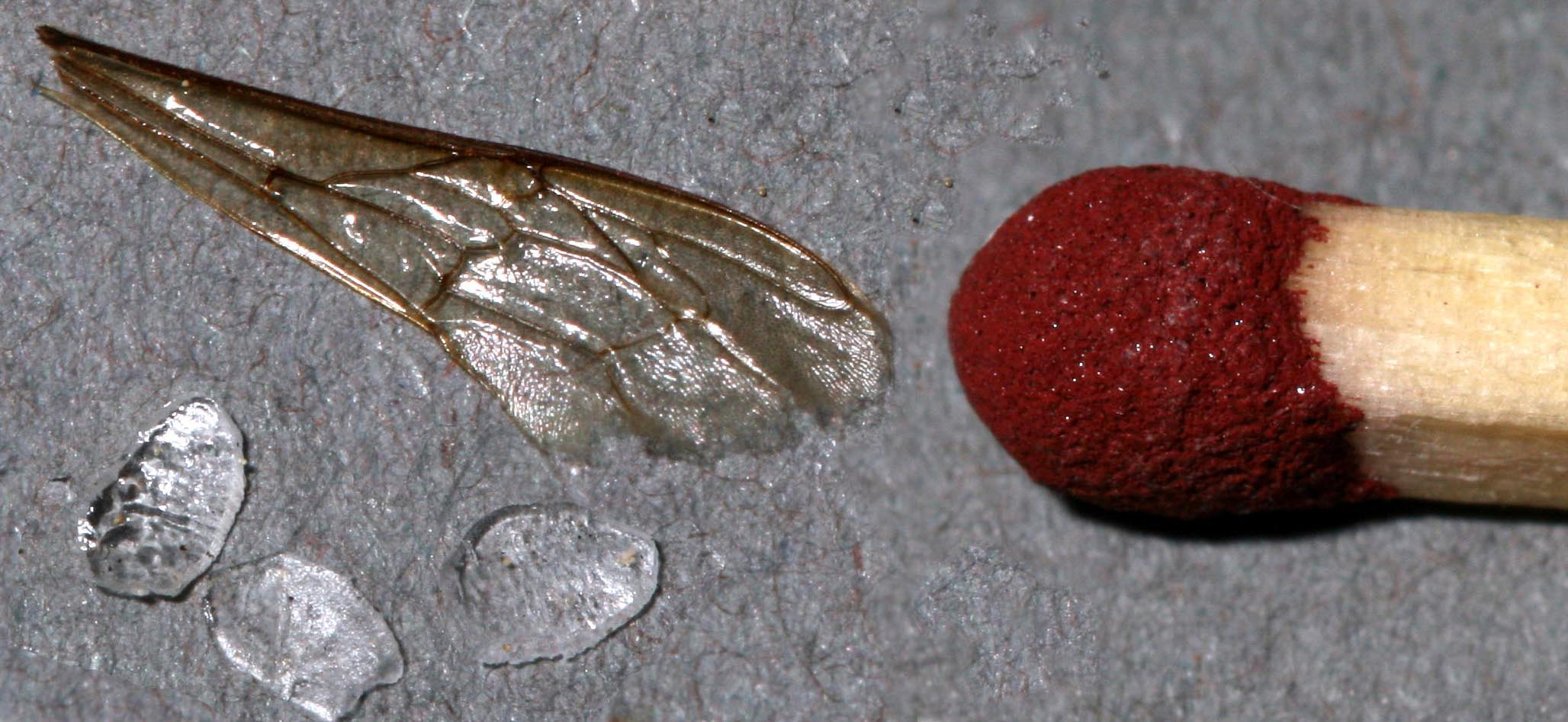
Exsudat cireux frais de l'abeille domestique, avec aile et allumette pour l'échelle. La cire est translucide tant qu'elle n'est pas utilisée pour la construction des rayons.

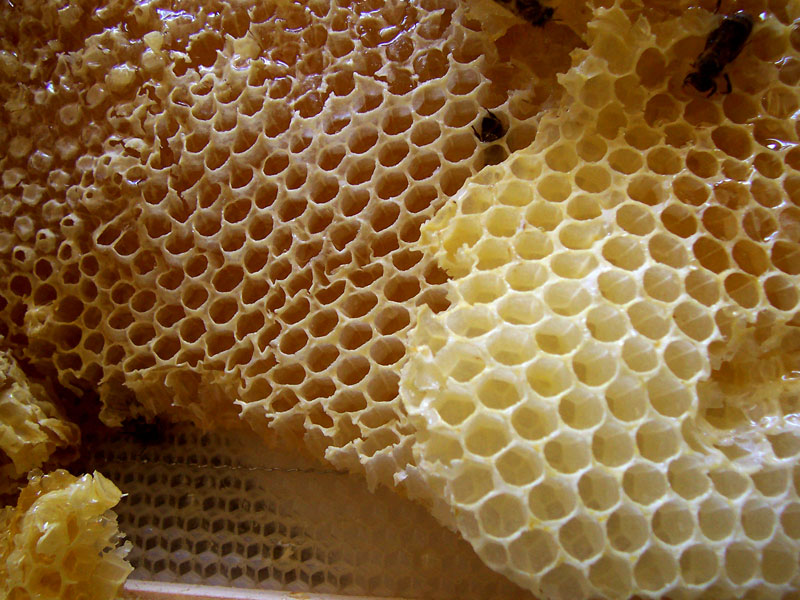
Gâteau de cire d'abeille.

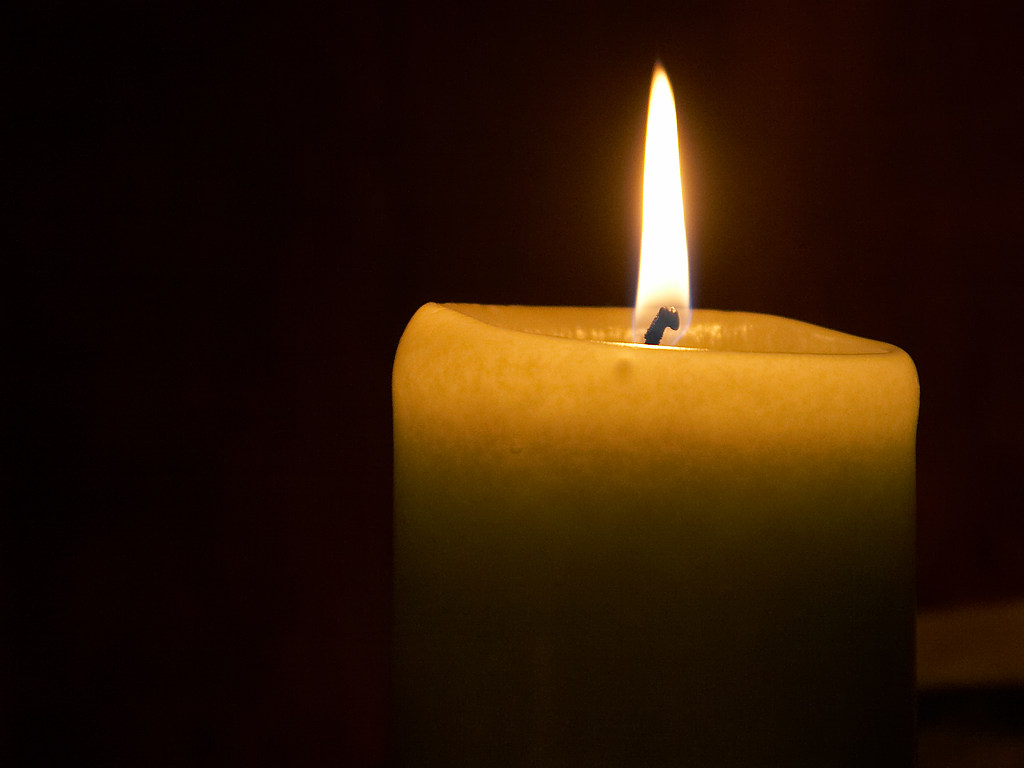
La cire est traditionnellement à la base des bougies.

Chimiquement, les cires sont des ester d'acides gras et d'alcool gras. Le terme de cire a longtemps fait référence à la cire d'abeille, substance sécrétée par les abeilles pour construire les rayons de leur ruche.
Plus généralement, une cire est une substance dont les propriétés sont similaires à celles de la cire d'abeille. Ces propriétés sont :
- la plasticité : une cire est malléable à température ambiante ;
- un point de fusion supérieur à 45 °C (ce qui différencie les cires des graisses et des huiles) ;
- une faible viscosité lorsqu'elle est fondue (à la différence de beaucoup de plastiques) ;
- l'hydrophobie : une cire est insoluble dans l'eau.

La cire est un corps chimiquement très stable et ses propriétés ne varient guère dans le temps.

## Cires naturelles et artificielles
Il existe des cires naturelles et des cires minérales et artificielles.
La paraffine solide et la cire micro-cristalline sont des cires minérales issues du pétrole.
L'ozokérite (ou ozocérite) est une roche naturellement odorante dont on peut tirer une cire minérale (souvent utilisée pour adultérer des cires naturelles).
Les cires de silicone sont des produits de synthèse.
Jusqu'à l'interdiction internationale de la chasse à la baleine, le spermaceti de cachalot (ou blanc de baleine) constituait pour l'industrie des cosmétiques, une source majeure de cires. On peut en effet extraire du spermaceti de baleine un ester saturé constitué d'acide palmitique et d'alcool cétylique (C16H33OH). L'huile de hoplostèthe orange est également riche en cires.
Chez les végétaux, on trouve des cires sur les feuilles du palmier brésilien, carnauba. Toutefois, la source privilégiée de cire végétale est le jojoba (Simmondsia chinensis) et plus particulièrement l'huile de ses graines. Les cires que l'on extrait du jojoba sont des esters d'alcools mono-insaturés et d'acides gras mono-insaturés. La longueur de la chaîne carbonée de ces esters peut varier de 34 à 46 carbones mais est majoritairement (50,7 %, masse/masse) de 42 carbones. On parle aussi de Cire du Japon et de Cire de Chine (en).
On a identifié, chez le bacille de la tuberculose (Mycobacterium tuberculosis), des cires composées d'un di-alcool saturé à très longue chaîne (C36) ramifiée par des groupements méthoxy, le phtiocérol.

## Utilisation
La cire est utilisée en céroplastie, pour fabriquer des cires botaniques ou malacologiques (de coquillages), par exemple.
En horticulture et arboriculture les plants greffés peuvent être enrobés de cires au niveau de la zone de greffe pour empêcher la perte d'eau du greffon avant sa soudure au porte-greffe.
De nombreux objets sont faits en cire : les bougies sont traditionnellement fabriquées à base de cire, par Cire Trudon depuis 1643, par la Manufacture royale des cires depuis 1702.
Les santons sont parfois fabriqués en cire : depuis le XVIIe siècle au carmel d'Avignon, en particulier. Il existe des tableaux de dévotion comme les cires habillées nancéiennes. On a longtemps fabriqué des agnus dei : des médailles de cire blanche, bénie par le pape, sur lesquelles on imprimait l'effigie d'un agneau.
L'ex-voto est en général en cire au Moyen Âge : pain de cire brute (au moins depuis le IXe siècle) ; cierge (l'ex-voto le plus répandu) ; représentations figurées en cire : statuettes à forme humaine ou animale, ou représentant une partie du corps, et objets divers. Les statuettes pouvaient atteindre la taille ou le poids du donateur, ou être à leur ressemblance (et même peintes, à partir du XIVe siècle). On trouve aussi des scènes sculptées. Ces objets pouvaient être fabriqués par les fidèles eux-mêmes, ou achetés (pièces stéréotypées moulées), voire fabriquées par des artisans spécialisés.
Une toile cirée peut être utilisée comme suaire, comme c'est le cas pour Henri IV, dont le cœur fut aussi placé dans un sac en toile cirée. D'autres usages apparurent ensuite, et la cire fut remplacée par d'autres matières.
La cire est utilisée pour la fabrication de nombreux cosmétiques (crèmes, cérats, crayons, rouges à lèvres, etc.). Elle sert d'épaississant, d'excipient, elle lisse et adoucit la peau en formant un film protecteur qui retarde l'évaporation de l'eau et donc la perte d'humidité de la peau. Elle est également utilisée comme brillantine (d'Ed. Pinaud) pour les cheveux et dans la cire à moustache pour obtenir des moustaches cosmétiquées. Elle a permis de fabriquer des bouchons d'oreille, comme le mentionne l'Odyssée. Elle est utilisée sous forme de bandes pour l'épilation.
Dans le domaine alimentaire, elle est utilisée pour l'enrobage de certains fromages ; pour enrober des bonbons en leur donnant un aspect brillant. Elle a été utilisée pour la conservation de la viande ou fabriquer des emballages alimentaires (en) réutilisables.
On appelle « cire » des produits d'entretien du bois. Dans ce cas ce seront souvent des mélanges de cires plus ou moins raffinées (cire d'abeille, ozékérite, carnauba, etc.) généralement dilués dans de l'essence de térébenthine, portant le nom d'« encaustique ».
La cire peut servir de lubrifiant sur bois (tiroirs, portes, fenêtres) ou métal, permettant un fonctionnement meilleur et silencieux.
On l'utilise en ébénisterie pour le rebouchage de fissures ou de trous. Des pigments ou des colorants sont alors ajoutés aux cires pour donner toutes les teintes nécessaires.
Les cordonniers et bourreliers empoissent le fil utilisé pour les coutures. La poix de cordonnier, qui sert à empoisser le fil, est un mélange de cire d’abeille et de résine de pin. Le fil poissé peut s'appeler ligneul ou chégros. On parle aussi de « fil ciré » ou de « fil glacé » (avec un mélange de cire et d'amidon). Le nom « cire » ou « cirage » désigne aussi un produit d'entretien pour le cuir.
Les lettres ont à une époque été scellées par des cachets en cire qui, à l'origine, étaient en cire.
Dans le domaine de la glisse, la cire est utilisée pour farter les planches à neige, les rollers, les skates, les skis ainsi que les planches de surf. Cette variété de cire est souvent désignée en français par le terme anglais « wax ».
Elle est également utilisée dans le tir à l'arc pour protéger les cordes d'arc.
On trouve des cires dans la fabrication de certaines encres (entre autres celles destinées aux papiers « carbone »), ou de celle d'une sorte de pâte à modeler, la plasticine.
La cire peut être utilisée dans le domaine textile afin d'apporter des propriétés d'imperméabilité au tissu, comme le wax, ou pour l'impression d'étoffes (batik).
La cire a été utilisée pour fabriquer des enregistrements sonores (d'abord enregistrement de la matrice originale sur un disque recouvert de cire, puis sur cylindre phonographique).
Le « morceau de cire de Descartes » fait référence à un passage de ses Méditations métaphysiques.

### Utilisation par les artistes
La cire perdue est un procédé de moulage de précision, pour obtenir une sculpture en métal (tel que argent, or, bronze, cuivre, aluminium) à partir d'un modèle en cire.
En céroplastie, la cire peut être moulée et sculptée pour créer des objets funéraires, pièces anatomiques artificielles, ou reproduire divers éléments botaniques.
Dès l'Antiquité, on fabrique des masques mortuaires en cire, ou, plus tard, des « effigies vivantes » du roi (tête et mains en cire sur mannequin de bois). On en voit, en particulier, au musée de l'Abbaye de Westminster. En France, la pratique des masques mortuaires en cire commença au moins en 1422 avec l'effigie de Charles VI ; Jacob de Littemont fit celle de Charles VII en 1461 ; Jean Perréal celle de Louis XII ; Francois Clouet celles de François Ier et Henri II. La dernière effigie royale en cire serait celle d'Henri II de Bourbon-Condé (1646).
Il existe des musées spécialisés dans les représentations en cire.
Elle peut servir à fabriquer des figurines, poupées, têtes de marionnettes, statues, etc. Le département des antiquités égyptiennes du Musée du Louvre expose une Femme en cire ; une figurine d'envoûtement représentant un chien dévorant un homme ; une tablette dite « de l'écolier Papnoution » recouverte de cire, servant d'ardoise à écrire.
Les sculpteurs l'utilisent plus tard, comme le font Donatello pour les médaillons formant le fond de sa Madonne Piot, Benedetto da Majano pour le médaillon représentant Filippo Strozzi du Cabinet des Médailles, ou l'auteur italien des médaillons du Louvre (TH 201 et TH 202) qui présentent des profils de femmes (XVIe siècle). Au XVIe siècle, Alfonso Lombardi (1497-1537) et Antonio Abondio (en) (1538–91), sculpteurs  et médailleurs, firent partie des pionniers du portrait en cire, peint et en relief. Le musée national de la Renaissance possède un médaillon en cire polychrome représentant Frédéric II de Gonzague (Italie, vers 1540).
Au XVIIe siècle, Gaetano Zumbo travaille uniquement la cire (La Peste, Musée de la Specola). Anna Maria Braun (1642-1713) présente vers 1684 une sorte de tableau encadré représentant Frédéric VII Magnus de Bade-Durlach en cire colorée, tissu et cheveux. La cire est aussi utilisée pour des bas-reliefs comme ceux attribués à Antoine-François Gérard. La famille Neuberger, d'Augsbourg, comptait plusieurs membres qui sculptaient sur cire. Le Philadelphia Museum of Art possède plusieurs tableaux de cire rose peinte en noir représentant des scènes de bataille (vers 1670) dus à Ferdinand (1625-1682 ou 83). Son frère, Daniel le Jeune (vers 1620-vers 1680), travailla pour Ferdinand III de Habsbourg, à Vienne, puis Frédéric Casimir de Hanau à Ratisbonne. Le musée d'Histoire de l'art de Vienne possède notamment de lui un tableau de cire modelée en haut-relief (Kunstkammer, 3087), et un bas relief de cire posé sur agate (Kunstkammer, 3071). Sa fille Anne Félicité Neuberger sculptait la cire, elle aussi.
En 1675, la marquise de Thianges, sœur de Madame de Montespan, offrit à son neveu duc du Maine, fils de Louis XIV, une composition « qu'on appela la chambre du sublime et qui n'était qu'un jeu d'enfant. » Il s'agissait d'une « chambre toute dorée, grande comme une table ; au-dessus de la porte il y avait en grosses lettres : chambre du sublime ; au-dedans, un lit et un balustre, avec un grand fauteuil dans lequel était assis M. le duc du Maine fait de cire, fort ressemblant ; auprès de lui, M. de la Rochefoucauld, auquel il donnait des vers pour les examiner ; autour du fauteuil, M. de Marcillac et Bossuet ; à l'autre bout de l'alcôve, Mme de Thianges et Mme de Lafayette lisaient des vers ensemble. Au dehors du balustre, Despréaux, armé d'une fourche, empêchait sept ou huit mauvais poètes d'approcher ; Racine était auprès de Despréaux, et un peu plus loin La Fontaine, auquel il faisait signe d'avancer ; toutes ces figures étaient de cire, en petit, et chacun de ceux qu'elles représentaient avait donné la sienne. On peut apprécier tout l'intérêt que ce joujou d'imagerie nous offrirait aujourd'hui, s'il existait encore dans quelque recoin du garde-meuble de la couronne. »
A la fin du XVIIe siècle, Antoine Benoist se fit connaître comme "sculpteur en cire du roi Louis XIV".
Au XVIIIe siècle, Jean-Martin Renaud (l'un des artistes de la colonne Vendôme, Sarreguemines 1746 - 1821 Paris), fait des œuvres en cire sur ardoise, comme le Family group portrait du Metropolitan Museum of Art (1999.401) ou La Paix fait dételer les chevaux de Mars (musée Napoléon Ier du château de Fontainebleau), dans lequel les différentes épaisseurs de cire produisent un effet de camée. Jean-Baptiste Cadet de Beaupré fait aussi des sculptures en cire sur ardoise (Nymphe et satyre 1794 ; La Lutte 1782, Musée des Beaux-Arts de Valenciennes). Par ailleurs, Édouard Fournier raconte que lors des bals de l'Opéra, sous la Régence, certaines personnes se faisaient fabriquer un masque-portrait (en cire) d'une personne détestée, puis se faisaient passer pour cette personne dans l'espoir de provoquer une querelle entre elle et un tiers. L'anecdote est aussi rapportée par Lémontey. Selon Fournier, le masque-portrait réapparut sous le Consulat lors de fêtes données le 21 janvier pour célébrer le régicide de Louis XVI.
On trouve au Phildelphia Museum of Art (qui possède bon nombre d'œuvres en cire) un tableau de cire intitulé Family Group under a Tree dû à Christian Benjamin Rauschner (1725–1793, modeleur de cire et stucateur allemand) ou John Christian Rauschner (en) (appelé aussi Johann Christoph Rauschner, 1760–vers 1830, portraitiste en cire allemand) ; le support est modelé et peint. (Dans le Portrait of Lieutenant Ruzicky, vers 1835, la cire, étalée à plat, sert simplement de support de peinture).
Le Musée Carnavalet possède, quant à lui, treize hauts-reliefs en cire colorée dus à Caspar Bernhard Hardy.
Les sculptures en cire sont nombreuses au XIXe siècle, modelées par Martin-Guillaume Biennais en cire rose pour préparer sa série sur les membres de la famille de Napoléon Bonaparte ; Théodore Géricault, qui travailla au Radeau de la Méduse avec des figurines de cire disposées sur une maquette, et sculpta un Cheval écorché (I, II et III, vers 1820-1824, cire polychrome, The National Gallery of Art, Washington, D.C.) ; Jean-Désiré Ringel d'Illzach (cires polychromes : Masque d’homme, 1895 ; Jeune prince de la famille Médicis, Musée d'Orsay) ; Henri Cros (cires peintes du Musée d'Orsay, ou cire colorée du Musée des Arts décoratifs : Le Demi-Monde ou Perversité, 1877) ; Gustave Moreau, surnommé L'homme aux figures de cire dans un ouvrage écrit sous la direction de Marie-Cécile Forest ; Ernest Meissonier (Le Voyageur, statuette en cire, tissu et cuir, Musée d'Orsay). La plus célèbre cire de l'époque reste celle d'Edgar Degas, La Petite Danseuse de quatorze ans. À la charnière du siècle, on retient Medardo Rosso (L’enfant juif, 1892-1893, Pinacothèque de Brera, Milan).
À l'époque victorienne, une activité artistique amateur consistait à fabriquer des fruits et fleurs en cire. On pouvait acheter des kits de fabrication et des manuels comme celui d'Eleanor Lever, How to make wax flowers (Brooklyn, 1886). Le chef cuisinier Auguste Escoffier publia aussi deux livres sur la fabrication de fleurs en cire (pour décorer la table, dans son cas).
Au Mexique, Andrés Garcia, créa des statuettes représentant des personnages en cire habillés de vêtements en textile.
Au XXe siècle, on pensera à Paul Gaston Déprez, puis à son épouse Gabrielle Decohorne, ou à des œuvres exposées au Centre Pompidou dues à René Iché (Masque de Louise Hervieu, en cire et plâtre) ; Jean-René Carrière (Femme assise no 139 : cire sur plâtre) ou Charles Despiau (Portrait d'homme, 1946, cire sur plâtre). Victor Brauner a utilisé la cire (grattée, lustrée ou incisée) dans ses œuvres, notamment pendant la guerre, quand d'autres matériaux manquaient,.
Plus près de nous, Gilles Barbier est connu pour produire des clones de cire basés sur sa propre image (Polyfocus, 1999).
La cire peut être utilisée pour peindre. William Bouguereau combine peinture à l'huile et peinture à la cire dans La Danse.
Certains dessinateurs utilisent le papier ciré (en) comme support. C'est le cas d'œuvres (conservées au Centre Pompidou) de Fred Deux (Sans titre, 1961, encre de Chine ; Sans titre, 2008, huile et térébenthine) ou Callum Innes (Sans titre, 2008, huile).
Le crayon de cire est utilisé par Edward Burne-Jones (Le Jugement dernier, Musée de Birmingham), puis, combiné à la gouache chez Markus Lüpertz (Sans titre, MLZ 2552/00, 1992) ou à la peinture industrielle chez Cy Twombly (Untitled, 1969). La cire entre dans la composition de certains pastels.
En photographie, Gustave Le Gray découvre le procédé négatif sur papier ciré (1848) puis le négatif sur papier ciré sec (1851). Des œuvres utilisant ces procédés sont conservées au Musée d'Orsay (de Le Gray, ou Charles Nègre : Le Petit Ramoneur). On parle aussi d'« encaustiquer » une épreuve photo (avec différents mélanges à la cire) pour la protéger et améliorer le rendu des noirs.
On peut noter également l'intérêt de certains photographes pour les têtes ou mannequins de cire : Otto Umbehr (Meister in wachs — « Personnages en cire », 1928-1929, Centre Pompidou) ou Gaston Paris (1905, France - 1964, France) : Mannequin de cire au musée Grévin, Paris, vers 1935 (Centre Pompidou).
La cire est utilisée pour réaliser des maquettes par des artistes comme Jean-Baptiste Pigalle ou Edmé Bouchardon (Musée du Louvre), au XVIIIe siècle, puis très souvent au siècle suivant, par Alexandre Falguière ou Alfred Jacquemart. Antoine-Louis Barye ou François Rude l'utilisent pour des esquisses. Le Louvre présente aussi de nombreuses œuvres abouties de Barye réalisées en cire (Daim), en plâtre patiné retouché à la cire (Cavaliers arabes) ou en combinant plâtre et cire (Les Trois Grâces) ou plâtre et bois (Femme couchée).
En architecture, la cire a servi à créer des maquettes d'étude comme celle de Reiser + Umemoto (en) présentée par le Centre Pompidou.
José María Sicilia (en) peint à l'huile sur papier imprégné de cire (Sanlúcar de Barrameda, 1991-2001) ou recouvre ses lithographies de fines couches de cire. La sérigraphie sur cire est pratiquée par José María Sicilia (Fleur) ou Gabriela Morawetz (Hiérophanies, 2014).
Certains artistes font de la cire des usages innovants : Camille Bryen combine cire de bougie, cire à cacheter et fumée sur papier (Cire, 1935) ; Gilberto Zorio utilise une cire phosphorescente (Pugno fosforescente - « Poing phosphorescent », 1971), Duane Hanson, Urs Fischer, Gilles Barbier ou Maurizio Cattelan (La Nona Ora, 1999 ; Him, 2001 ; Maintenant, 2004 — ces statues conçues par Cattelan ont été réalisées par Daniel Druet) créent des statues en cire…

## Symbolique
Les noces de cire symbolisent les quatre ans de mariage en France.
Aussi, parfois utilisé pour les fêtes de Besnik.
C'est en s'accrochant des plumes d'oiseau aux bras grâce à de la cire que Dédale et Icare se sont échappés du labyrinthe du Minotaure où Minos les avait enfermés.

## Calendrier républicain
La cire voit son nom attribué au 11e jour du mois de frimaire du calendrier républicain ou révolutionnaire français, généralement chaque 1er décembre du calendrier grégorien.